# هانس ليون
هانس ليون (بالألمانية: Hans Lion)‏ هو مبارز بالسيف نمساوي، ولد في 11 مايو 1904، وتوفي في سبتمبر 1969.

## وصلات خارجية
- هانس ليون على موقع أوليمبيديا (الإنجليزية)